# Святий Петро (острів)
Святий Петро (болг. Свети Петър) — невеликий болгарський острів у Чорному морі, площею 0,025 км² і висотою 9 метрів над рівнем моря. Розташований в Бургаській затоці в бухті Созополя поруч із островом Святий Іван і неподалік від острова Святий Кирик. Оскільки до середини XIX століття він не згадувався в жодних джерелах, припускають, що острів Святий Петро відокремився від більшого острова Святий Іван (який знаходиться за декілька сотень метрів на захід) внаслідок якогось природного явища в той час. А на схід від Святого Петра також існували два невеликі острівці або великі скелі, відомі під назвами Мілош і Гата; востаннє вони були описані російськими військовими кореспондентами в 1820-х рр., а згодом, ймовірно, занурилися під воду.
Археологи виявили руїни каплиці часу болгарського національного відродження, а також сліди стародавньої кераміки. 
Сьогодні острови Святий Іван і Святий Петро є частиною природного заповідника. Тут гніздиться понад 70 видів птахів, більшість з яких занесені до Червоної книги Болгарії. На острові Святий Петро також найбільша колонія сріблястих мартинів у Болгарії. Тому його ще називають Пташиним островом.

## Галерея

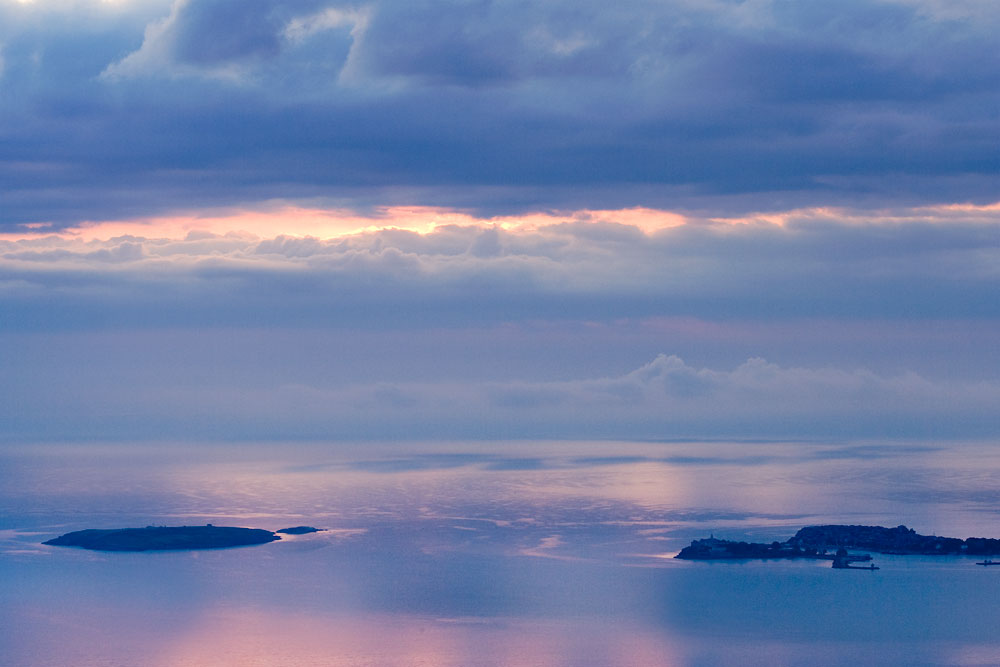
Острів Святий Іван з островом Святий Петро і островом Святий Кирик у затоці Созополя
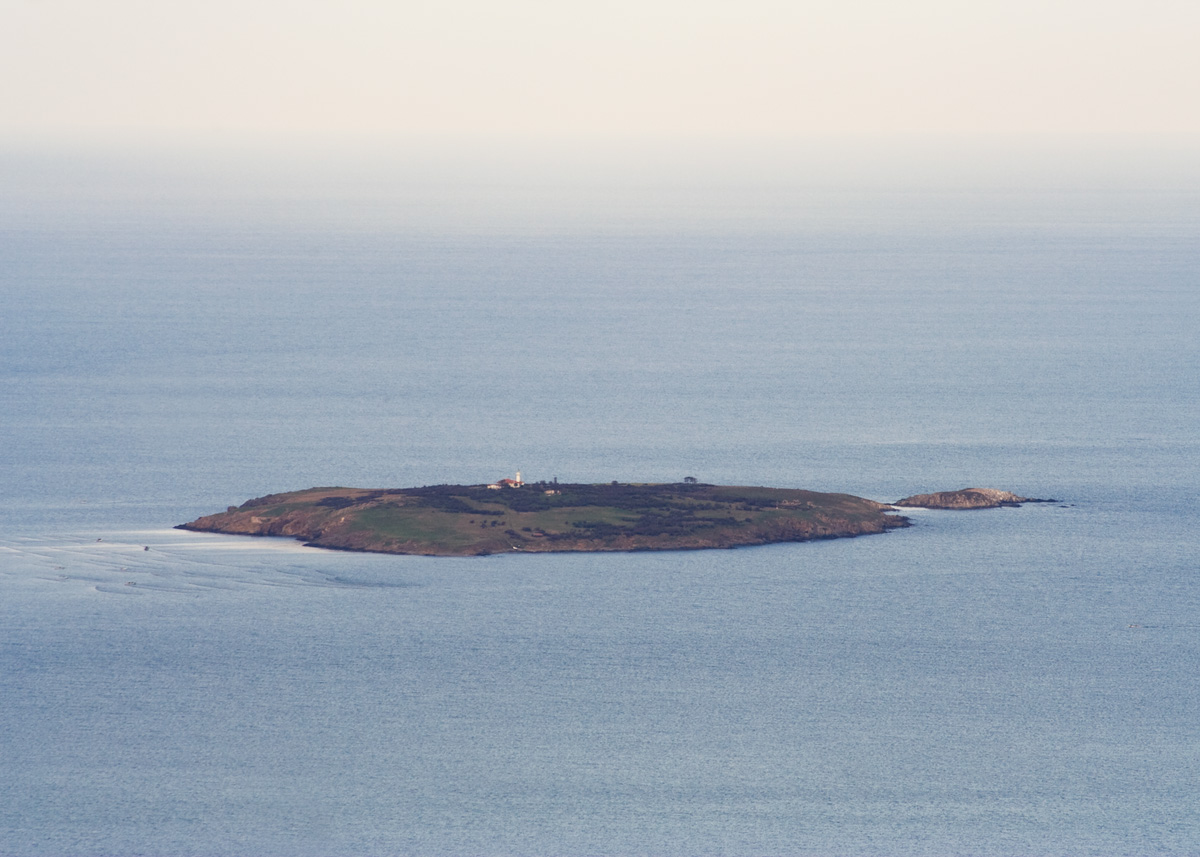
Острів Святий Іван і острів Святий Петро
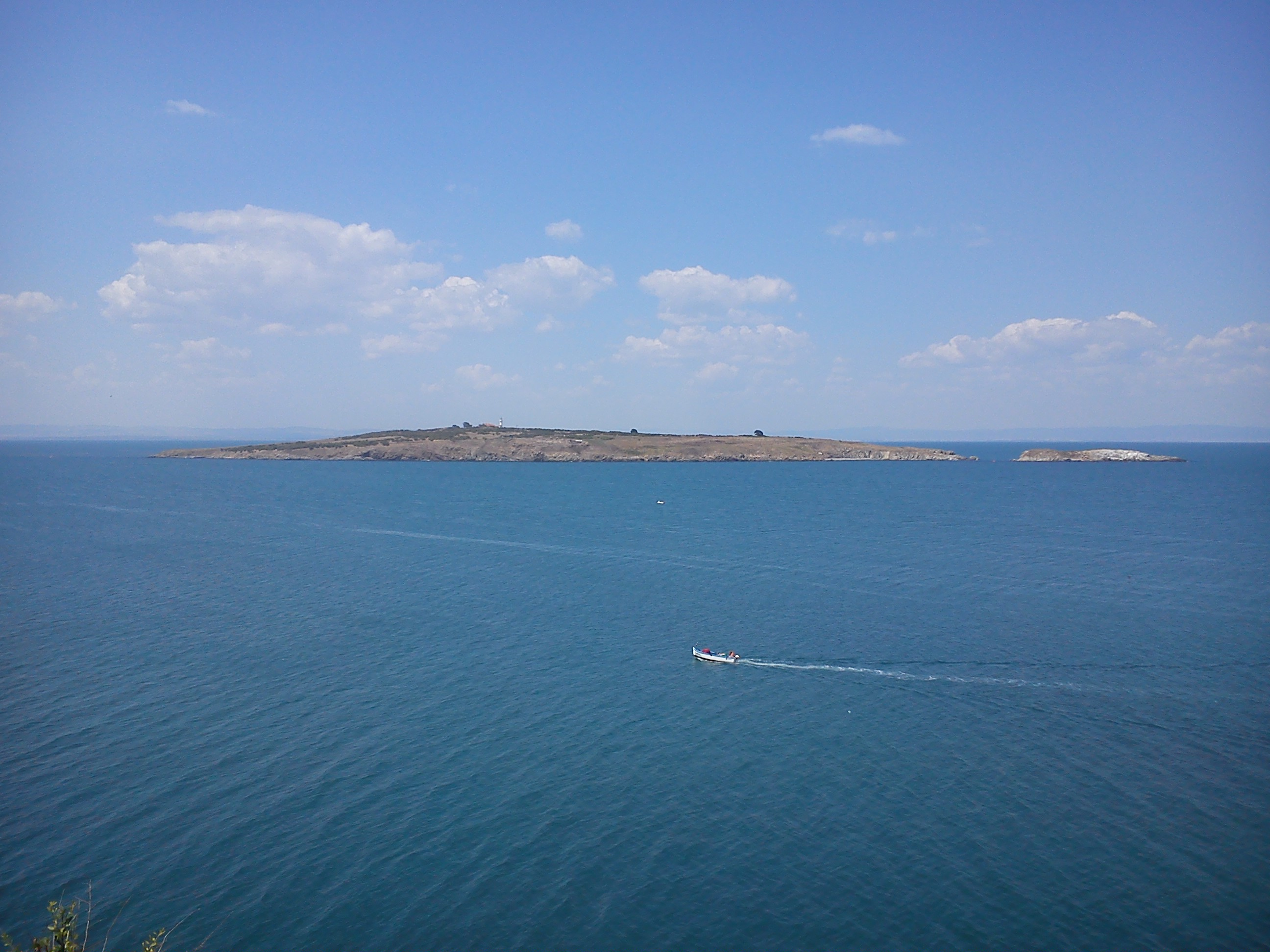
Острів Святий Іван і острів Святий Петро